# Warvasovszky Tihamér
Warvasovszky Tihamér, becenevén Warva (Székesfehérvár, 1950. július 19. –) magyar politikus, mérnök-tanár. 1998 és 2010 között az MSZP jelöltjeként Székesfehérvár polgármestere, 2001 és 2010 között országgyűlési képviselő, 2010–2020-ig az Állami Számvevőszék alelnöke.

## Életpályája
Feleségével él, két gyermekük van. Fiatal szakemberként a székesfehérvári Ikarus gyárban helyezkedett el. 1973-tól 1979-ig tervező mérnök, 1980-tól 1985-ig osztályvezető, majd 1986-tól 1987-ig az üzemfenntartási főosztály vezető-helyettese volt. Munka mellett 1976-ban mérnök-tanári képesítést szerzett.

### Tanácsi, majd önkormányzati tevékenysége
1987-ben a városi tanács egyik elnökhelyettese lett. 1990-től a Fejér megyei Rendőr-főkapitányság gazdasági igazgatójaként dolgozott. Az 1994-es önkormányzati választásokon MSZP-SZDSZ támogatással helyi listán mandátumot szerzett és a képviselőtestület a megyeszékhely alpolgármesterének választotta meg a fideszes polgármester mellé. Az 1998-as helyhatósági választásokon az Összefogás Székesfehérvárért Választási Szövetség pártonkívüli, független jelöltjeként indult, a választási szövetséget alkotó MSZP, az SZDSZ, a Nyugdíjas Párt és Fehérvári Polgárok Egyesületének támogatásával. A város polgármesteri posztját elnyerte, de kisebbségben kormányozta végig a ciklust. A 2002-es önkormányzati választáson polgármesteri posztját megvédte és a testületben is többséget szerzett az őt támogató MSZP-SZDSZ koalíció. A 2006-os önkormányzati választáson ismét polgármesterré választották és támogatói a testületben is többségbe kerültek. 2009-ben azonban a testületi többségét elvesztette.

### Parlamenti tevékenysége
Az országgyűlésbe 2001-ben – miután Vancsik Zoltán MSZP-s politikus autóbalesetben elhunyt – listás helyen került be. 2002-ben egyéni választókerületben szerzett parlamenti mandátumot, amelyet a 2006-os választásokon is megvédett.

### Az Állami Számvevőszék alelnökeként
2010-re olyannyira megromlott közte és pártja között a viszony, hogy bejelentette visszavonulását a nagypolitikától, és nem jelöltette magát a 2010-es országgyűlési választásokon. 2010-ben a fideszes többségű parlament az Állami Számvevőszék alelnökévé választotta, így lemondott polgármesteri tisztségéről.

## Díjai
- A Magyar Érdemrend középkeresztje (2020)